# Красный Коневод
Красный Коневод — упразднённый в 1970 году хутор Александровского района Ставропольского края России. Объединен с хутором  Усилие в село Долиновка современного Новоселицкого района (муниципального округа).

## География
Находился на южной окраине Русской (Восточно-Европейской) равнины, в центральной части Ставропольского края, степного Предкавказья, к востоку от Прикалаусского водораздела, на равном удалении от Азовского и Каспийского морей, возле хуторов Всадник, Скакун, Красный Коновод.
Климат умеренно континентальный, благоприятен для жизнедеятельности человека.

## Название
Прежнее название — Долиновка.

## Транспорт
Топографическая военная карта РККА на 1932—1942 годы указывает, что проходили просёлочные дороги на хутора Скакун, Южная Осетия, Красный Коновод